# Lodano
Lodano  är en ort i kommunen Maggia i kantonen Ticino, Schweiz. 
Lodano var tidigare en självständig kommun, men 4 april 2004 blev Lodano och fem andra kommuner en del av den utökade kommunen Maggia.